# Hr.Ms. Tjerk Hiddes (1939)
De HMS Tjerk Hiddes was een Nederlandse torpedobootjager van de Gerard Callenburghklasse. De kiellegging vond plaats in 1938 en de tewaterlating was op 12 oktober 1939. Het bouwnummer was RDM-207. Het schip was vernoemd naar de beroemde Friese admiraal Tjerk Hiddes de Vries.
De Hr. Ms. Tjerk Hiddes en de Hr. Ms. Gerard Callenburgh werden op 15 mei 1940 bij de werf aan de Nieuwe Waterweg in Rotterdam door de Rotterdamsche Droogdok Maatschappij tot zinken gebracht door medewerkers van het RDM om te voorkomen dat ze in Duitse handen zouden vallen. Daarna werden beide casco's gelicht en door de Duitsers in beslag genomen. Zij gaven ze de namen ZH1 (Hr.Ms. Gerard Callenburgh) en ZH2 (Hr.Ms. Isaac Sweers) (Zerstörer Holland 1 en 2).
De ZH2 (Isaac Sweer) werd niet afgebouwd. Datzelfde jaar werd het gesloopt, mogelijk ten behoeve van andere schepen. De ZH1 (Gerard Callenburgh) heeft echter wel van 1942 tot 1944 dienst gedaan in de Duitse marine.